# Tomcsányi Gusztáv
Tomcsányi Gusztáv (Ósva, 1852. február 13. – Máramarossziget, 1911. október 3.) erdőmérnök, erdőtanácsos, szakíró.

## Életpályája
A középiskolát Kassán járta ki. 1871–1874 között a selmecbányai erdészeti akadémián végezte el tanulmányait. 1874-ben lépett állami szolgálatba: Ungváron, Besztercebányán (1881), Budapesten (1883–1890), Bustyaházán (1890), majd Máramarosszigeten (1899) dolgozott haláláig mint az erdőigazgatóság vezetője. 1876-ban erdészeti államvizsgát tett. 1877–1878 között az erdészeti akadémia növény- és erdőműveléstani tanszék tanársegéde volt. 1883-ban a földművelésügyi miniszterium erdészeti osztálya az erdőmérnöki állás ellátásával bízta meg, így 1884-től erdőmérnök lett. 1894-ben főerdőmester lett, 1895–1898 között pedig a lugosi erdőigazgatóság vezetője volt. 1899-től a máramarosszigeti erdőgazdaság igazgatója volt. 1910-ben (valóságos) miniszteri tanácsos lett.
Irodalmi munkái az Erdészeti Lapokban jelentek meg, főleg erdőműveléssel foglalkozott. Ő volt a légfűtésre berendezett magpergető és a tölgymakk-telelő tervezője.

## Művei
- Az erdei facsemeték neveléséről (Budapest, 1889)

## Díjai
- a vaskorona-rend III. osztálya (1904)